# Galantis
Galantis este o formație suedeză de muzică electronică.  Duoul este format din Christian Karlsson și Linus Eklöw care sunt atat compozitori cât si DJ. Karlsson este, de asemenea, cunoscut sub numele de Bloodshy și a făcut parte din alte două grupuri muzicale, un duo ("Bloodshy & Avant") și un trio ("Miike Snow"). Eklöw este cunoscut ca Style of Eye. Cele mai cunoscute single-uri ale lor sunt   "Runaway (U & I)" din 2014 și single-ul "No money" din 2016. Ei au lucrat cu The Sea Fox pentru numeroase videoclipuri muzicale, inclusiv videoclipul oficial pentru "Runaway (U & I)"

## Membrii
Christian Karlsson
Câștigător Grammy, Christian Karlsson a lucrat cu echipa de producție Bloodshy & Avant, și cu suedeza trupa pop  Miike Snow. Karlsson a co-scris și co-produs piese pentru artisti precum Katy Perry, Britney Spears, Jennifer Lopez, Kylie Minogue și Madonna. În mod special, Karlsson i-a co-scris lui Britney Spears single-ul "Toxic", care în cele din urmă a câștigat un Ivor Novello award (pentru compozitie si structura) și un Grammy pentru Best Dance Recording. Karlsson este, de asemenea, un membru fondator al Swedish artist collective și casei de discuri INGRID.
Linus Eklöw
Cunoscut sub numele de producător de muzică electronică Style of Eye, de asemenea, Linus a co-scris și produs Icona Pop's hitul numarul unu internațional "I love it" cu Charli XCX.Style of Eye, s-a născut în Stockholm și este DJ și producător. El explorează o gamă largă de stiluri muzicale, de la techno la house. Dupa ce a crescut cu jazz și soul orientat de  familie și s-a jucat cu un drumkit la vârsta de 10 ani. Linus a trecut la muzica electronica dupa ce a avut priul sau calculator la vârsta de 15 ani și a făcut  "weird downtempo dubbeat and trip hop". Apoi la 16 ani a devenit Dj de Drum and bass.

## Istoria

### 2007-12: la început de carieră
Duo-ul inițial s-a întâlnit întâmplător la Karlsson's Robotberget studios din Stockholm, cândva în 2007. În 2009, Karlsson's (trupa lui Miike Snow) i-a cerut lui Eklöw, sa remixeze piesa lor "Animal". După un timp, cei doi Suedezi au început să meargă ln studio împreună, mixând fiecare alte cântece și fragmente de idei. Explicând ce l-a atras la Eklöw, Karlsson spune, "El este un uimitor programator și designer de sonor. A fost artistic, într-un fel anume. El a fost diferit."
Au fost multe idei neterminate cu care s-au jucat și apoi le-au abandonat, dar asta a fost până cândva în 2012 cand lucrurile într-adevăr au devenit bune. Duo-ul si-a dat seama de propria lor abordare - "Am ținut cantecul gol, și atunci când simțeam că aveam potrivirea corectă , puneam haine pe el și vedeam cum se simte ", spune Karlsson.
"Ne-am dat seama, aceasta este Galantis, aceasta este trupa noastră," Karlsson adaugă.

### 2013-14: "You", "Smile",GalantisEP, "Runaway (U & I)"
Duo-ul a semnat cu Atlantic Records' dance imprint Big Beat Records la mijlocul anului 2013. Înregistrând într-un studio din Suedia în Marea Baltică, duo-ul a început să se concentreze puternic pe direcția artistică. Conceptul lor este de a combina emoția și  energia în muzică electronică.
Primul lor single cu Big Beat Records, "Smile", a fost lansat în noiembrie. Videoclipul a avut premiera pe Stereogum. "Smile" a primit mai multe remixuri de la diverși artiști, și un extended mix de muzica dance heavyweight Kaskade.
"Smile", de asemenea, a marcat primul exemplu de "Seafox", o creatură care este ideea de artist vizual a lui Mat Maitland. "Seafox" este mascota Galantis , care apare in toate videoclipurile lor, pe coperta și chiar la  show-rile lor live.  De asemenea, se referă la fanii lor ca o națiune Seafox, ei folosesc de multe ori #seafoxnation pe site-urile de socializare.
În februarie, duo-ul a lansat al doilea lor single, "You". piesa a  jucat ulterior un rol puternic în timpul Ultra Music Festival Miami Music Week, , devenind a 8 a cea mai căutata piesă pe Shazam de la festival. Debutul lor auto-intitulat EP Galantis a fost lansat pe 1 aprilie 2014.
Galantis-a avut succes internațional, cu single-ul lor "Runaway (U & I)", care a debutat pe 5 octombrie 2014. Single-ul este al doilea single de pe albumul lor de debut Pharmacy.  În America, piesa a ajuns pe locul 1 în Billboard Twitter Emerging Artists chart. "Runaway (U & I)" a fost certificat cu Aur în Finlanda, 3× Aur în Olanda și Platină în Norvegia și Suedia. Galantis a lansat single-ul "Gold Dust", pe 19 februarie 2015, prin Sterogum și a ajuns numărul 1 pe Hype Machine Popular Chart.
Christian și Linus au spus: "Când am început Galantis, ne-am propus să ne provocăm reciproc să experimentăm  toate sunetele și idelei pe care le găsim interesante. Am construit un studio pe o mică insulă din Marea Baltică și împrejurimile noastre a devenit o sursă de inspirație pentru EP.
2015: Pharmacy
Galantis a lansat albumul de debut Pharmacy pe 8 iunie , 2015, august. albumul a fost disponibil pentru pre-comanda pe aprilie 20, 2015, august. Albumul include patru single-uri "You" (de la primul lor EP), "Runaway (U & I)", "Gold Dust", și "Peanut Butter Jelly." 13 melodii pe album, este primul LP a lui Galantis. Duo-ul a încărcat fiecare cântec pe canalul lor de pe YouTube cu alternative opere de artă pentru fiecare piesa. Cea de-a șaptea piesa "Kill 'Em The Love" este singura piesa cu seafox de pe coperta albumului. În timp ce "Firebird" conține cele mai cunoscut single "Runaway (U & I)". Pe 21 mai 2015 Galantis a început turneul de vară, în sprijinul albumului Pharmacy care s-a încheiat pe 6 august 2015, octombrie. au fost 22 de date pe tur în total, cu diverse spectacole în mai multe continente, inclusiv America de Nord și Europa, și fiecare spectacol a fost pentru unii un fel de festival de muzica.
2016–present: "No Money", "Love on Me", "Pillow Fight" "Rich Boy" și "Hunter"
Pe data de 1 aprilie 2016, au lansat single-ul "No Money" care a devenit primul lor single de debut în USBillboard Hot 100. Pe 5 august 2016,au lansat "Make Me Feel", din fimlul Xoxo.
Pe data de 30 septembrie 2016, Galantis și Hook n Sling lansat single-ul "Love on me", urmată de un videoclip pentru piesa pe 4 octombrie, în 2016, acesta a fost regizat de Dano Cerny. Pe data de 15 decembrie 2016, un lyric video pentru "Pillow Fight" a fost lansat. Pe 16 februarie 2017, duo-ul a lansat single-ul "Rich Boy", împreună cu un lyric-video, regizat de Noi Wrk Wknds.Iar ultimul lor single este Hunter lansat pe data de 5 mai 2017.

## Logo

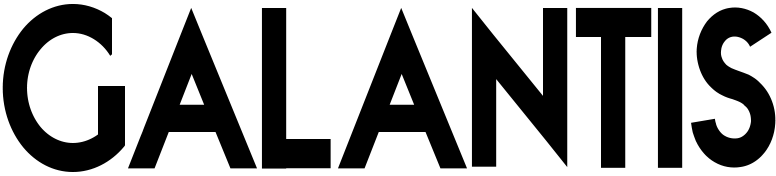
Logo Galantis

## Mascotă

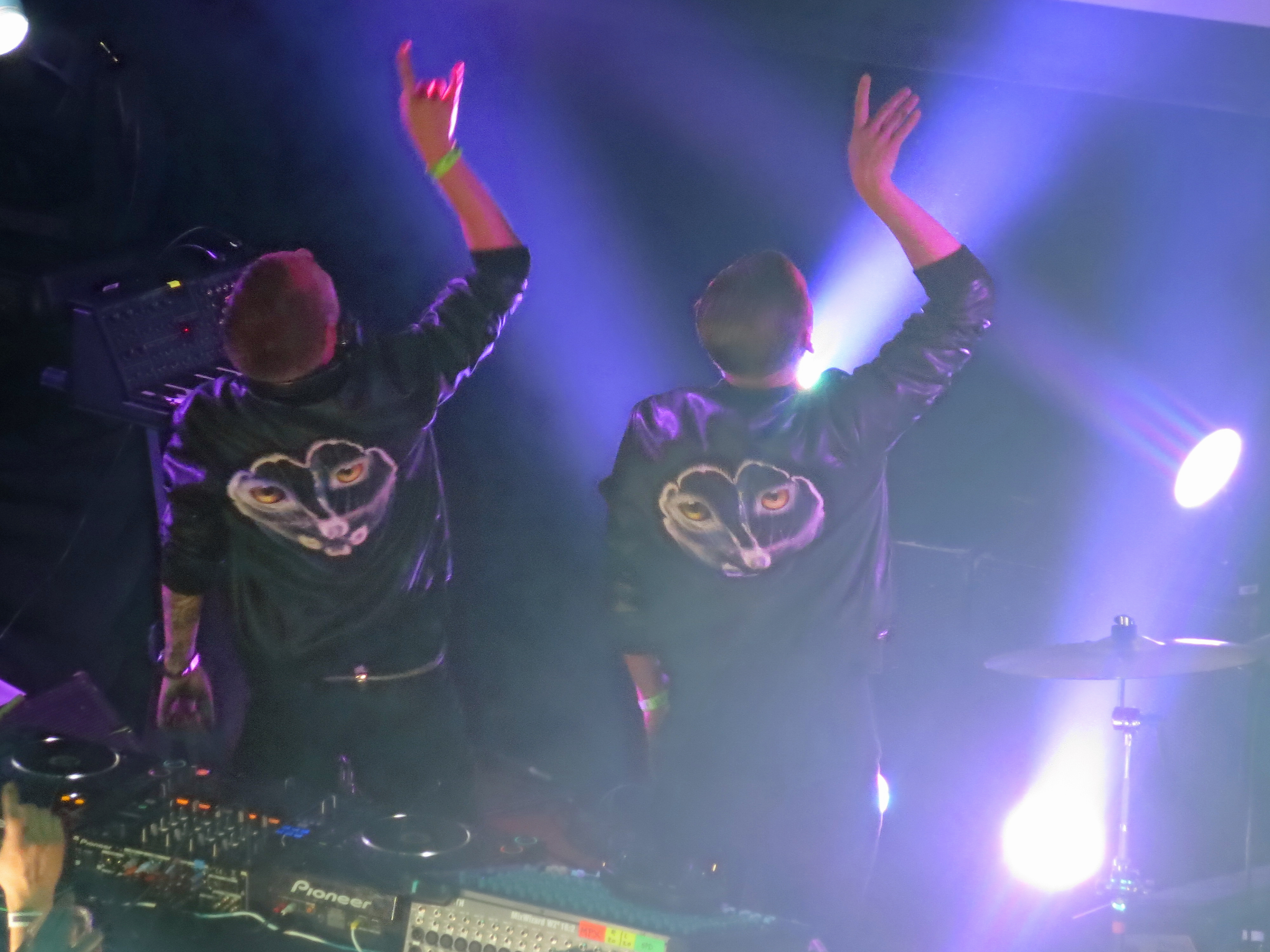
Christian și Linus în conert la Lincoln Hall, Chicago purtând jachete cu Seafox, mascota Galantis.

"Seafox" este mascota Galantis , care apare in toate videoclipurile lor, pe coperta și chiar la  show-rile lor live.  De asemenea, se referă la fanii lor ca o națiune Seafox, ei folosesc de multe ori #seafoxnation pe site-urile de socializare.